# Rhene obscura
Rhene obscura är en spindelart som beskrevs av Wesolowska, van Harten 2007. Rhene obscura ingår i släktet Rhene och familjen hoppspindlar. Inga underarter finns listade i Catalogue of Life.